# 1. Skijäger-Division
Die 1. Skijäger-Division war ein Großverband des Heeres der deutschen Wehrmacht im Zweiten Weltkrieg.

## Geschichte

### Vorgeschichte
Angesichts der Erfahrungen im Winter 1941/1942 an der Ostfront wurden erste provisorische Ski-bewegliche Infanterie-Einheiten aufgestellt. Den Wert von winterbeweglichen Einheiten im Flachland hatten insbesondere die Erfolge der sibirischen Truppen der Roten Armee vor Moskau aufgezeigt. Ein erstes vollständiges Bataillon wurde auf Befehl der Heeresgruppe Mitte unter Verwendung von Personal der Winterkampfschulen Orel, Gschatz und der Hochgebirgsschule Fulpmes gebildet. 1942 entstanden insgesamt zwölf solcher, auch als Jagdkommandos bezeichneter selbstständiger Formationen in Bataillonsstärke. Angesichts der bedrohlichen Frontlage wurden die meisten dieser Einheiten im Sommer 1942 infanteristisch an der Front verwendet. Unter wechselnden Unterstellungen, an Brennpunkten eingesetzt und von Division zu Division „weitergereicht“, traten hohe Verluste auf, so dass Neuaufstellungen nötig wurden. Nunmehr wurden die Skijäger-Truppen in stärkere Bataillone zu fünf Kompanien mit eigener Panzerabwehr umgegliedert. Bei den Offensiven der Roten Armee ab dem Frühjahr 1943 wurden die Ski-Jäger-Bataillone jedoch erneut auftragsfern zur Bereinigung von Fronteinbrüchen herangezogen und zum Großteil aufgerieben.

### Aufstellung  einer Brigade
Die Heeresführung beschloss 1943 aus den Resten der Skijäger-Bataillone (2, 4, 5, 7, 9, 11) einen Großverband mit eigenen Unterstützungswaffen zu bilden.

## 1. Skijäger-Brigade
Die Skijäger-Brigade entstand unter dem Kommando der Heeresgruppe Mitte im September 1943 im Raum Minsk durch Zusammenfassung vorhandener Verbände. Als Ausrüstung für den besonderen Einsatz wurde der Stahlhelm der Fallschirmjäger und leichtere Bewaffnung ausgegeben. Die Aufstellung verzögerte sich durch die langsame Herausnahme der Jägerbataillone aus dem Frontgebiet. Anfang Januar 1944 galt die Brigade jedoch als kampfbereit. Anstatt wie vorgesehen nach Karelien verlegt zu werden, wurde die Brigade jedoch der 2. Armee unterstellt und erneut in ungeeignetem Gelände, im Sumpfgebiet des Prypjat, eingesetzt. Die dortigen Stellungskämpfe dauerten bis zum überstürzten Rückzug nach Beginn der sowjetischen Sommeroffensive 1944.

## 1. Skijäger-Division

### Aufstellung
Der bestehende Großverband wurde am 2. Juni 1944 ohne wesentliche Erweiterungen in 1. Skijäger-Division umbenannt und der 4. Panzerarmee unterstellt. Einsatzgebiet war weiterhin die Nordukraine um Pripjet und Bug. Der kämpfende Rückzug führte die Division vom Fluss Turija über den Bug zur Weichsel, wo die Front zum Stehen kam. Ende September wurde die Einheit per Eisenbahn ins Grenzgebiet zwischen Polen und der Slowakei verlegt. Ab Oktober war die Division der 1. Panzerarmee in der Heeresgruppe A unterstellt.

### Dukla-Pass 1944
Bis Dezember 1944 wurde hier erfolgreich der Duklapass in den Karpaten gesperrt.

### Verlegung an die Weichsel
Weitere Kampfgebiete der Division waren der Raum Kaschau und Oberschlesien (siehe Weichsel-Oder-Operation).

### Kapitulation
Zu Kriegsende befand sich die Division in Tschechien. Die überlebenden Soldaten gerieten meist in sowjetische Kriegsgefangenschaft.

## Gliederung
- Ski-Jäger-Regiment 1
- Ski-Jäger-Regiment 2 (aus Grenadier-Regiment 167 der 86. Infanterie-Division)
- Artillerie-Regiment 152
- schweres Ski-Bataillon 1 (später umbenannt in Ski-Füsilier-Bataillon 1)
- Ski-Pionier-Bataillon 85
- Sturmgeschütz-Abteilung 270 (später umbenannt in Panzerjäger-Abteilung 152)

## Kommandeure
- Oberst Günther von Manteuffel: April 1943 bis September 1943
- Oberst Hans von Schlebrügge: Dezember 1943 bis 12. Mai 1944
- Oberst/Generalmajor Martin Berg: 13. Mai 1944 bis 2. Oktober 1944, befördert zum Generalmajor am 1. August 1944
- Generalmajor Gustav Hundt: 3. Oktober 1944 bis 14. November 1944
- Oberst und späterer Generalmajor Emmanuel von Kiliani: 15. November 1944 bis 7. Dezember 1944
- Generalmajor Gustav Hundt: 8. Dezember 1944 bis Januar 1945
- Oberst Hans Steets: Januar 1945 bis Februar 1945
- Generalmajor Gustav Hundt: Februar 1945 bis April 1945
- Oberst Bruno Weiler: April 1945 bis zur Auflösung

## Bekannte Divisionsangehörige
- Leutnant Hellmut Grashey: 1943 als Generalstabsoffizier